# 19436 Marycole
19436 Marycole (1998 FR76) là một tiểu hành tinh vành đai chính được phát hiện ngày 24 tháng 3 năm 1998 bởi Nhóm nghiên cứu tiểu hành tinh gần Trái Đất phòng thí nghiệm Lincoln ở Socorro.